# Чорна кава (п'єса)
«Чорна Кава» (англ. Black Coffee) — п'єса англійської письменниці Агати Крісті. Написана у 1930 році. Перший фрагмент п'єси, який Крісті написала, відкрив її талант драматурга.
Через двадцять два роки після смерті Крісті, «Чорна кава» була знову опублікована у Великій Британії та у США.

## Сюжет
Еркюль Пуаро і його друг капітан Гастингс відвідують знаменитого фізика, сера Клода Аморі, але вони виявляють, після прибуття, що він був вбитий. Сюжет обертається навколо вкраденої формули. Пуаро аналізує гостей будинку, а також членів сім'ї.